# 니딩 유: 고남과녀
니딩 유: 고남과녀(孤男寡女: Needing You...)는 홍콩에서 제작된 위가휘 감독의 2000년 영화이다. 유덕화 등이 주연으로 출연하였고 향화강 등이 제작에 참여하였다.

## 출연

### 주연
- 유덕화
- 정수문

### 조연
- 양예령
- 황호연
- 허소웅
- 해준걸
- 곽소운
- 황탁령
- 황바이밍
- 임보린

## 제작진
- 미술: Jerome Fung
- 의상: 장세굉